# Pelasgus (geslacht)
Pelasgus is een geslacht van straalvinnige vissen uit de familie van eigenlijke karpers (Cyprinidae).

## Soorten
- Pelasgus epiroticus (Steindachner, 1895)
- Pelasgus laconicus (Kottelat & Barbieri, 2004)
- Pelasgus marathonicus (Vinciguerra, 1921)
- Pelasgus minutus (Karaman, 1924)
- Pelasgus prespensis (Karaman, 1924)
- Pelasgus stymphalicus (Valenciennes, 1844)
- Pelasgus thesproticus (Stephanidis, 1939)